# ديلان أبابو
ديلان أبابو (بالتاغالوغية: Dylan Ababou)‏ مواليد 7 ديسمبر 1986 في الفلبين، هو لاعب كرة سلة فلبيني. بدأ مسيرته الاحترافية في سنة 2011. يلعب في الرابطة الفلبينية لكرة السلة. يحمل الرقم 33. يبلغ طوله 6 قدم 3 بوصة (1.9 م). مثّل منتخب بلاده.

## المسيرة الاحترافية
لعب مع باراكو بول إنرجي في موسم 2011–2012، ثم لعب مع بارانجي جينبرا سان ميغيل من سنة 2012 إلى 2015، ثم لعب مع باراكو بول إنرجي في سنة 2015، ثم لعب مع تي إن تي كاتروبا في موسم 2015–2016.